# Нуэво-Орисаба
Нуэво-Ориса́ба (исп. Nuevo Orizaba) — посёлок в Мексике, штат Чьяпас, муниципалитет Бенемерито-де-лас-Америкас, расположенный на границе с Гватемалой. Численность населения, по данным переписи 2010 года, составила 971 человек.